# Haukur Heiðar Hauksson
Haukur Heiðar Hauksson (phát âm tiếng Iceland: [ˈhøikur ˈhœksɔn]; sinh ngày 1 tháng 9 năm 1991) là một hậu vệ phải bóng đá người Iceland, thi đấu cho AIK ở Thụy Điển.

## Sự nghiệp câu lạc bộ
Haukur khởi đầu sự nghiệp với câu lạc bộ địa phương KA năm 2008. Anh chuyển đến KR tại Úrvalsdeild trước mùa giải 2012. Sau mùa giải 2014, Haukur ký bản hợp đồng 5 năm cùng với AIK ở Thụy Điển.

## Sự nghiệp quốc tế
Haukur ra mắt quốc tế lần đầu tiên vào ngày 19 tháng 1 năm 2015 trong trận đấu trước Canada, thi đấu hết trận.
He was selected cho EURO 2016.

## Thống kê sự nghiệp
Tính đến trận đấu diễn ra ngày 6 tháng 11 năm 2017
| Câu lạc bộ          | Mùa giải            | Giải vô địch        | Giải vô địch | Giải vô địch | Cúp     | Cúp       | Châu lục | Châu lục  | Tổng cộng | Tổng cộng |
| Câu lạc bộ          | Mùa giải            | Hạng đấu            | Số trận      | Bàn thắng    | Số trận | Bàn thắng | Số trận  | Bàn thắng | Số trận   | Bàn thắng |
| ------------------- | ------------------- | ------------------- | ------------ | ------------ | ------- | --------- | -------- | --------- | --------- | --------- |
| KA                  | 2008                | 1. deild            | 19           | 0            | 0       | 0         | —        | —         | 19        | 0         |
| KA                  | 2009                | 1. deild            | 22           | 1            | 0       | 0         | —        | —         | 22        | 1         |
| KA                  | 2010                | 1. deild            | 19           | 2            | 2       | 0         | —        | —         | 21        | 2         |
| KA                  | 2011                | 1. deild            | 20           | 4            | 1       | 0         | —        | —         | 21        | 4         |
| KA                  | Tổng cộng           | Tổng cộng           | 80           | 7            | 3       | 0         | —        | —         | 83        | 7         |
| KR                  | 2012                | Úrvalsdeild         | 15           | 1            | 5       | 0         | 1        | 0         | 21        | 1         |
| KR                  | 2013                | Úrvalsdeild         | 16           | 1            | 4       | 0         | 3        | 0         | 23        | 1         |
| KR                  | 2014                | Úrvalsdeild         | 21           | 1            | 6       | 0         | 2        | 0         | 29        | 1         |
| KR                  | Tổng cộng           | Tổng cộng           | 52           | 3            | 15      | 0         | 6        | 0         | 73        | 3         |
| AIK                 | 2015                | Allsvenskan         | 23           | 0            | 3       | 0         | 4        | 0         | 30        | 0         |
| AIK                 | 2016                | Allsvenskan         | 18           | 4            | 5       | 2         | 2        | 0         | 25        | 6         |
| AIK                 | 2017                | Allsvenskan         | 12           | 1            | 3       | 0         | 0        | 0         | 15        | 1         |
| AIK                 | Tổng cộng           | Tổng cộng           | 53           | 5            | 11      | 2         | 6        | 0         | 70        | 7         |
| Tổng cộng sự nghiệp | Tổng cộng sự nghiệp | Tổng cộng sự nghiệp | 185          | 15           | 29      | 2         | 12       | 0         | 226       | 16        |